# Daim de Perse
Dama mesopotamica
Sous-espèce
Synonymes
- Cervus (Dama) mesopotamicus (Brooke, 1875)
- Cervus mesopotamiae (Trouessart, 1905)
- Dama mesopotamica Grubb, 1993
- Dama dama mesopotamica Grubb, 2005

Statut de conservation UICN

 EN D : En danger
Statut CITES
Le Daim de Perse, ou Daim de Mésopotamie (Dama mesopotamica), est une espèce de cervidés en danger d'extinction qui ne se trouve plus actuellement que dans la province de Khuzestan, au Sud-Ouest de l'Iran. Il a aussi été considéré comme une sous-espèce orientale du Daim européen (Dama dama), dénommée Dama dama mesopotamica.

## Description
Les daims persans ont une taille plus grande que celle des daims européens, avec une longueur maximale de 2,40 mètres et une hauteur au garrot de 1,10 mètre. La queue mesure entre 16 et 19 centimètres et le poids maximal d'un exemplaire adulte est de 95 kilogrammes. Les bois des mâles atteignent une longueur plus grande que chez les daims européens, mais ils sont moins ramifiés. Comme tous les autres cervidés, cet animal est végétarien et se nourrit de feuilles et d'herbes. Il vit dans des forêts épaisses.
Le manteau de poils est court et brun-rougeâtre, tirant sur l'ocre, avec des taches blanches particulièrement nombreuses sur le torse. Le ventre, les croupes, la partie inférieure de la queue et de la bouche sont blancs, ainsi que deux bandes encadrant une autre de couleur noire qui parcourt la partie supérieure de son cou et de son dos. Sur le cou une tache blanche se distingue du reste en raison de sa forme de pomme particulière. Cette tache, appelée pomme d'Adam, est plus marquée chez les mâles que chez les femelles.
Après 32 semaines de gestation, les femelles mettent bas en mars ou avril un petit (très rarement deux) et l'allaitent pendant sa première année de vie. À un an et demi, il atteint sa maturité sexuelle. La longévité est d'environ 20 à 25 années.

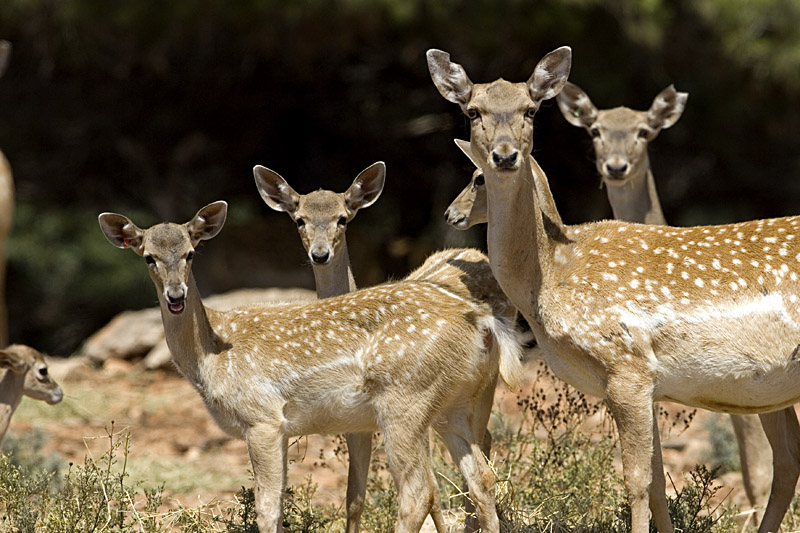
Femelles et faons.
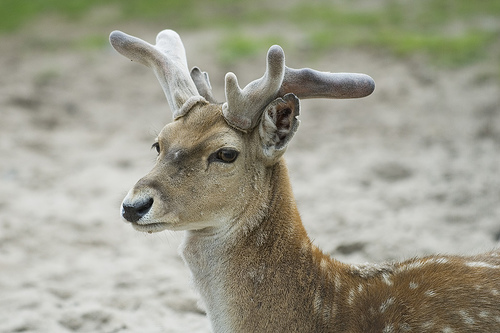
Jeunes bois.
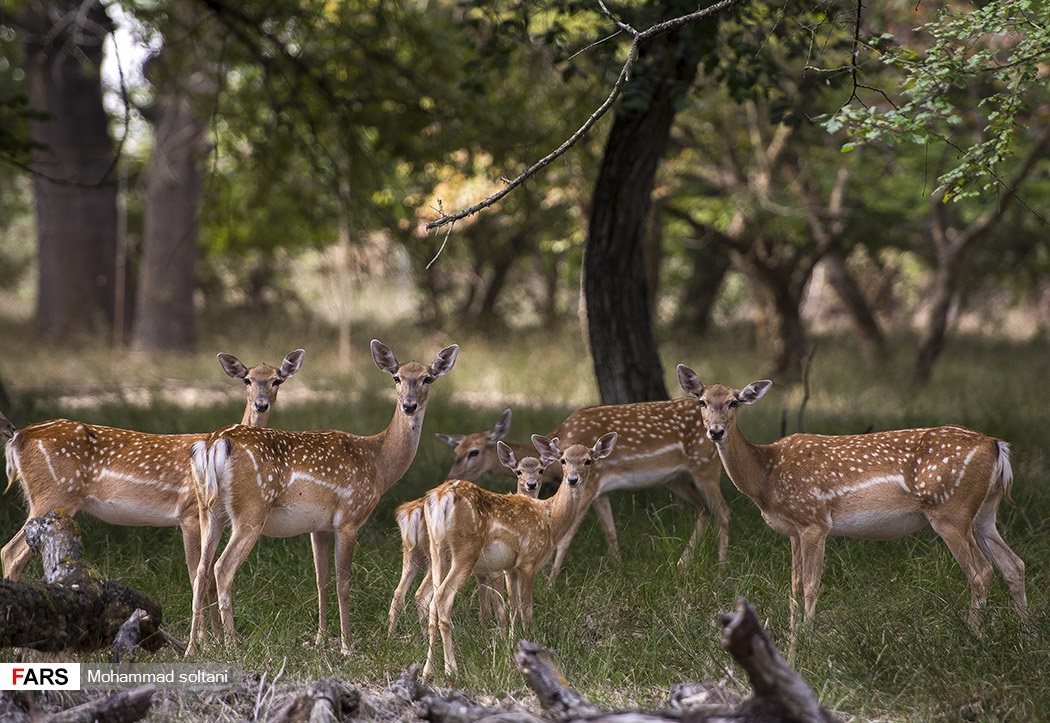
Femelles et faons.
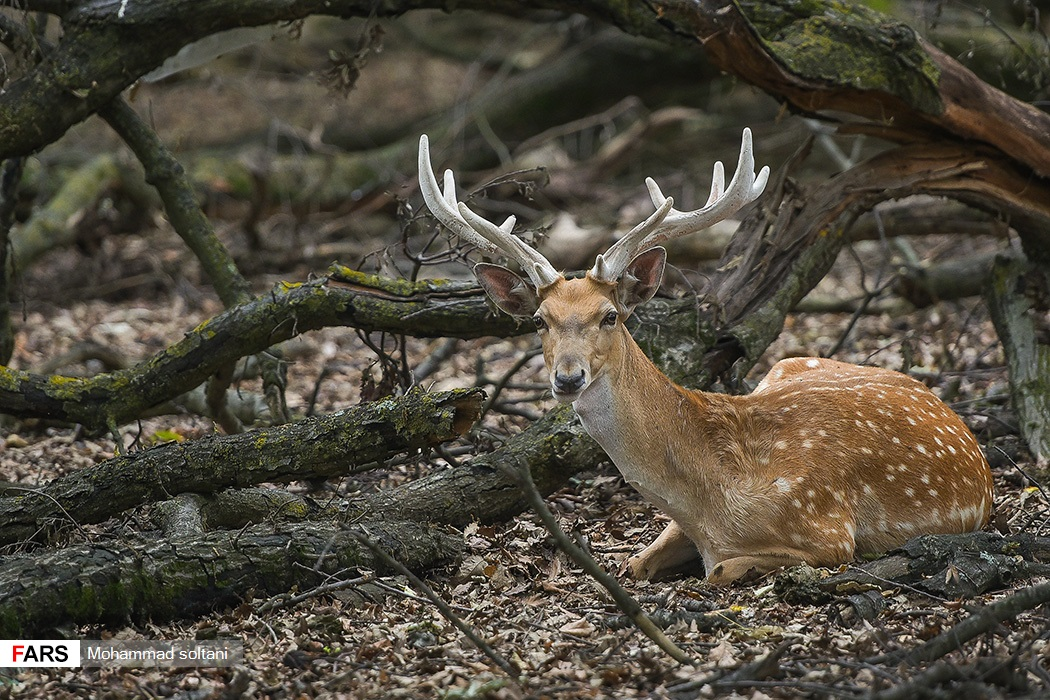
Mâle couché.
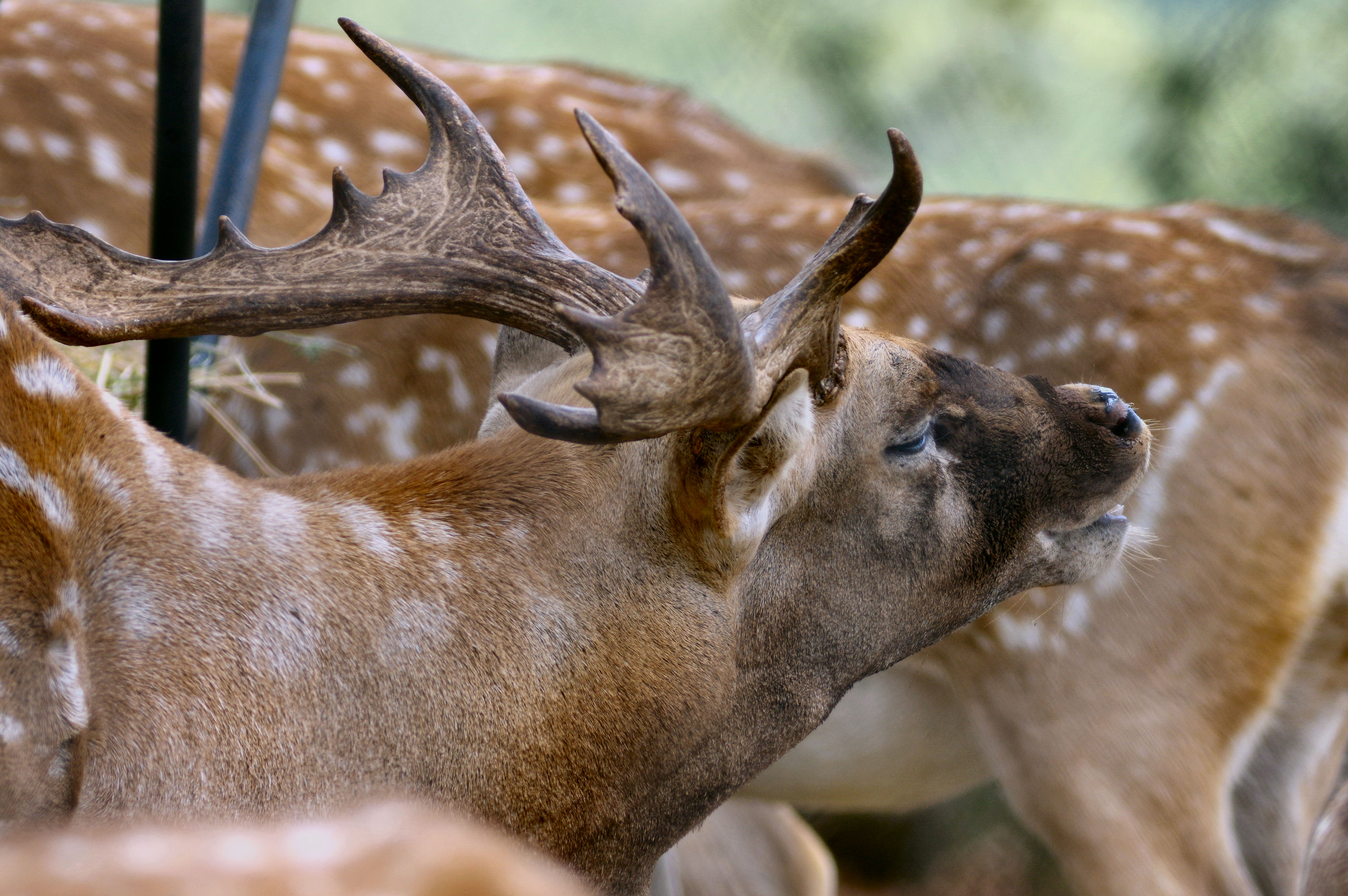
Mâle et ses bois.

## Histoire

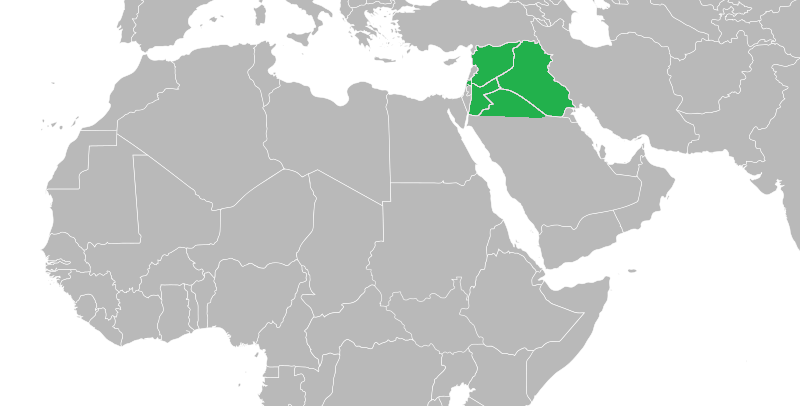
Aire de répartition historique.

L'aire originale de la répartition de cette espèce s'étendait depuis la Tunisie jusqu'à l'Iran oriental, en passant pour la Turquie, l'Égypte et le Croissant fertile. Au IXe siècle av. J.-C. il fut introduit par l'homme à Chypre à des fins cynégétiques. Par la suite, la population de cet animal a diminué en raison de la désertification, de l'avance de l'agriculture, de la déforestation et de la chasse. Il n'était pas connu en Occident jusqu'en 1875, quand Robertson, vice-consul britannique en Perse, a aperçu un troupeau dans le Sud-Est du pays. Il a communiqué sa découverte au British Museum de Londres et a ensuite pris soin de capturer quelques animaux et de les envoyer au parc zoologique de la capitale britannique, où ils se sont reproduits sans difficulté. Par la suite, les animaux du zoo ont été transférés dans le parc de Woburn Abbey, propriété du duc de Bedford, où en théorie ils auraient dû prospérer davantage. Cependant, la population de daims persans de Woburn Abbey a fini par s'éteindre au début du XXe siècle.
Après des décennies, pendant lesquelles on ne reçut aucune information concernant les populations iraniennes, l'espèce fut déclarée éteinte en 1951. En 1955, le chercheur américain Lee Merriam Talbot entendit parler d'un troupeau sauvage pendant un voyage en Iran. Averti par lui, le zoologiste allemand Werner Trense se déplaça jusqu'en Iran et, en 1957, s'appuyant sur les témoignages locaux, découvrit un troupeau de daims persans vivant dans un bois écarté du Khuzestan. Des mesures furent immédiatement prises pour protéger l'espèce et encourager sa croissance grâce à un élevage en captivité. En 1997, quelques individus furent relâchés en Israël dans une réserve où l'on compte actuellement une trentaine d'individus. D'autres, au nombre de 250, sont répartis entre des parcs zoologiques à travers le monde.
En 1996, l'UICN a classé le daim persan parmi les espèces en danger, principalement en raison de la perte de son habitat. On ignore combien d'individus survivent encore en liberté.
Le daim de Perse est actuellement une espèce faisant partie du Programme européen pour les espèces menacées (EEP).